# Henry Birks
Henry Birks, né à Montréal, Canada le 30 novembre 1840 et décédé à Montréal le 16 avril 1928, était un homme d'affaires canadien, orfèvre et bijoutier.

## Biographie
Henry Birks obtient un diplôme du Montreal High School en 1856 et passe l'hiver suivant à Rivière-du-Loup pour perfectionner son français auprès de Jean-Baptiste-Arthur Chamberland un notaire. Au printemps 1857, il travaille comme commis chez Savage and Lyman, une grande maison d'horlogers et de joailliers de Montréal. Vers le 28 février 1879, il ouvre la première boutique Birks, rue Saint-Jacques, à Montréal avec 3 000 $ en poche. La vente de bijoux, de métal précieux, d'horloges et de montres lui rapporte 30 000 $ la première année. Après avoir enregistré une croissance de 25 % en 5 ans, il s'installe en 1885 dans des locaux plus spacieux situés sur la même rue.

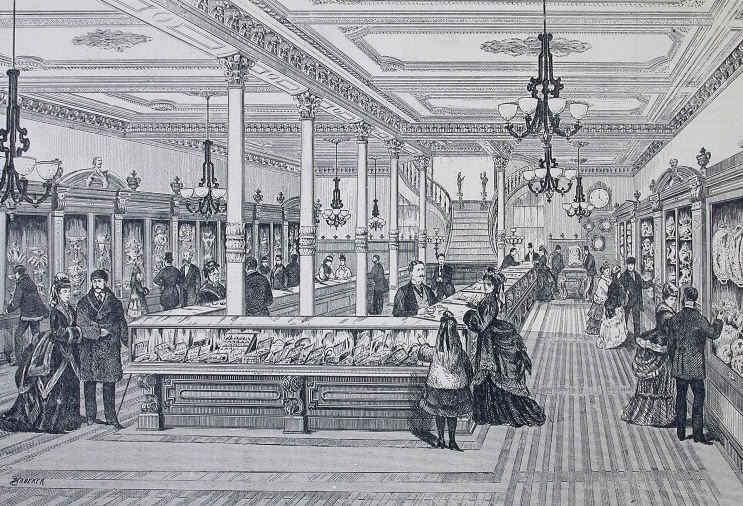
Intérieur du magasin de bijoux et d'orfèvrerie de Messieurs Savage, Lyman & Co, rue Saint-Jacques.

En 1893, puisque trois de ses fils travaillent avec lui, le nom de la société devient Henry Birks et Fils (en). L'année suivante (en 1894), le magasin déménage dans un nouvel immeuble situé au coin des rues Sainte-Catherine et Union. L'immeuble Birks est toujours au Square Phillips et loge le siège social de la société. Depuis sa fondation en 1879, cinq générations successives de la famille Birks ont travaillé dans cette entreprise.
Lors de la Deuxième Guerre mondiale, la compagnie Henry Birks et fils parvient à obtenir le monopole de l'orfèvrerie au Canada en réussissant à acheter la majorité des magasins et compagnies spécialisés dans l'orfèvrerie dans les grandes villes du pays, notamment Winnipeg, Ottawa, Toronto, Vancouver, Montréal, Halifax et Calgary.
Birks est membre élu du Temple de la renommée des hommes d'affaires canadiens (Canadian Business Hall of Fame).

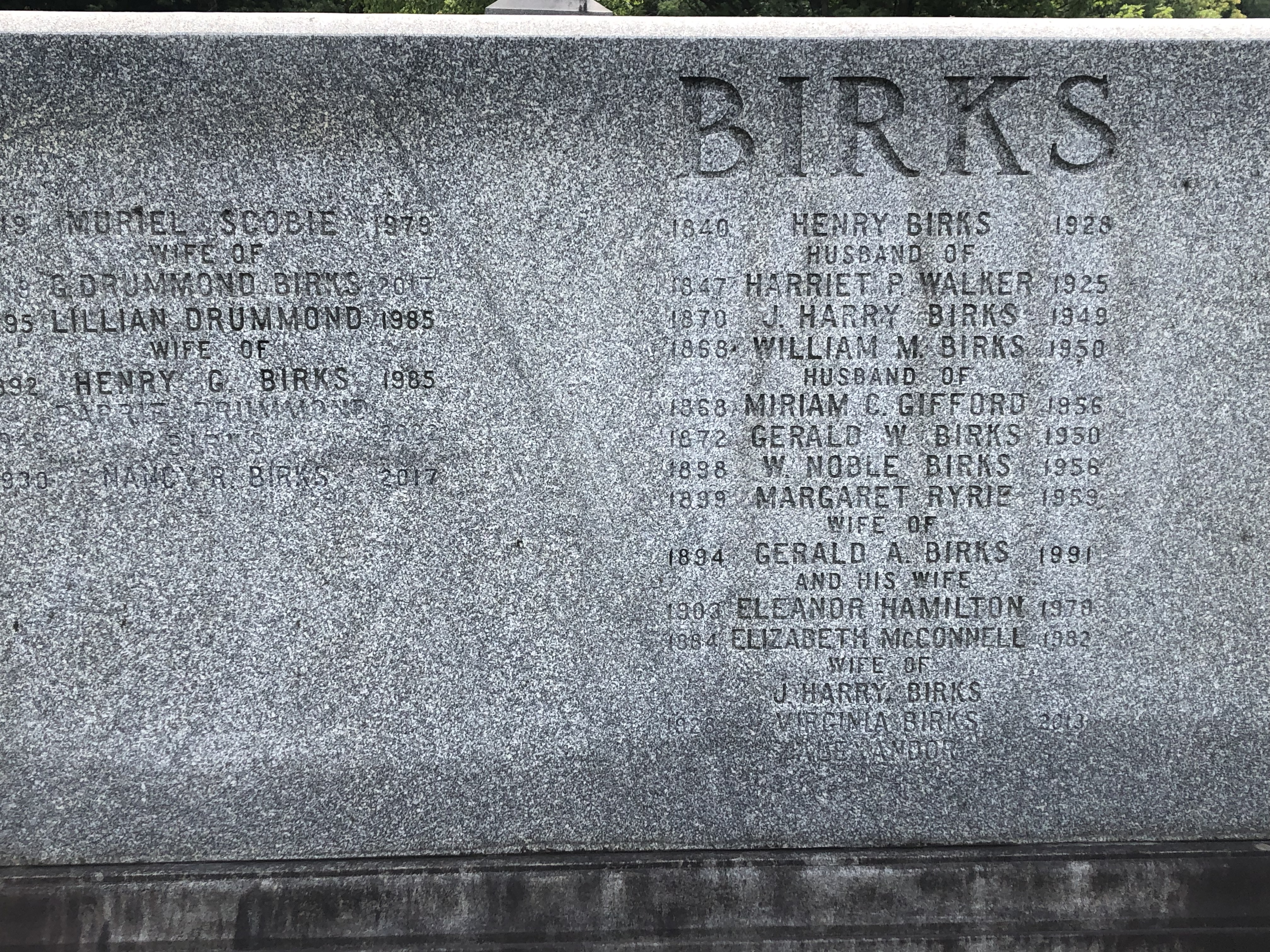
Détail du monument funéraire de Henry Birks, au Cimetière Mont-Royal, Montréal.

## Source
- Site web Canoe Argent
- Encyclopédie canadienne
- Dictionnaire bibliographique du Canada en ligne : Henry Birks